# Rebais
Rebais è un comune francese di 2 163 abitanti situato nel dipartimento di Senna e Marna nella regione dell'Île-de-France.

## Abbazia
Famosa l'abbazia di Rebais di epoca medioevale, fondata nel 636 da Audoeno di Rouen ed affidata a sant'Agilo che ne fu il primo abate.

## Società

### Evoluzione demografica
Abitanti censiti